# Paraphanolaimus anisitsi
Paraphanolaimus anisitsi is een rondwormensoort uit de familie van de Leptolaimidae. De wetenschappelijke naam van de soort is voor het eerst geldig gepubliceerd in 1905 door Daday.